# Premier League International Cup
La Premier League Internacional Cup es una competició de futbol per a jugadors menors de 23 anys organitzada per la Premier League. Va ser creada per proporcionar als jugadors de la primera divisió anglesa l'oportunitat de comparar-se amb altres futbolistes europeus de la seva edat en un entorn competitiu. Avui dia hi juguen 24 equips.

## Format
Dotze equips de la segona divisió anglesa i altres dotze de les millors academies de futbol d'europa formen sis grups de quatre.
Els guanyadors de cada grup i millors subcampions pasen a la següent fase, quarts de final.
Tots els partits es juguen a Anglaterra.

## Palmares
| Any     | campió                                                                          | marcador                                                                        | subcampió                                                                       | semifinalistes                                                                  | seu de la final                                                                 |
| ------- | ------------------------------------------------------------------------------- | ------------------------------------------------------------------------------- | ------------------------------------------------------------------------------- | ------------------------------------------------------------------------------- | ------------------------------------------------------------------------------- |
| 2014-15 | Manchester City                                                                 | 1-0                                                                             | Porto                                                                           | Leicester City i Fulham FC                                                      | Academy Stadium, Manchester                                                     |
| 2015-16 | Vila-real CF                                                                    | 4-2                                                                             | PSV                                                                             | Chelsea FC i Porto                                                              | The Den, South Bermondsey                                                       |
| 2016-17 | Porto                                                                           | 5-0                                                                             | Sunderland                                                                      | Swansea City i Norwich                                                          | Stadium of light, Sunderland                                                    |
| 2017-18 | Porto                                                                           | 1-0                                                                             | Arsenal FC                                                                      | Vila-real CF i Newcastle United                                                 | Emirates Stadium, Londres                                                       |
| 2018-19 | Bayer de Múnic II                                                               | 2-0                                                                             | Dinamo Zagreb                                                                   | Reading i Southampon                                                            | The Den, South Bermondsey                                                       |
| 2018-20 | El torneig va finalitzar anticipadament a causa de la pandemia del coronavirus. | El torneig va finalitzar anticipadament a causa de la pandemia del coronavirus. | El torneig va finalitzar anticipadament a causa de la pandemia del coronavirus. | El torneig va finalitzar anticipadament a causa de la pandemia del coronavirus. | El torneig va finalitzar anticipadament a causa de la pandemia del coronavirus. |

## Títols per equip
| Club              | Títols | Subtitols | Anys campió      | Anys subcampió |
| ----------------- | ------ | --------- | ---------------- | -------------- |
| FC Porto          | 2      | 1         | 2016-17, 2017-18 | 2014-15        |
| Vila-real CF      | 1      | 0         | 2015-16          | ...            |
| Manchester City   | 1      | 0         | 2014-15          | ...            |
| Bayer de Múnic II | 1      | 0         | 2018-19          | ...            |
| Arsenal FC        | 0      | 1         | ...              | 2017-18        |
| Sunderland        | 0      | 1         | ...              | 2016-17        |
| PSV               | 0      | 1         | ...              | 2015-16        |
| Dinamo Zagreb     | 0      | 1         | ...              | 2018-19        |

## Títols per país
| País          | Títols | Subtitols |
| Potugal       | 2      | 1         |
| Anglaterra    | 1      | 2         |
| Espanya       | 1      | 0         |
| Alemanya      | 1      | 0         |
| Paisos Baixos | 0      | 1         |
| Croacia       | 0      | 1         |